# HEART BEAT (みんなのうた)
「HEART BEAT」（ハートビート）は、SUPER LiBLAZE＆HAPPY☆BEATが歌う、2012年4月 - 5月に放送された『みんなのうた』の楽曲。『みんなのうた』で、初めてタップにフォーカスした。タップダンサーのHIDEBOH率いるLiBLAZEのメンバーと、オーディションによって集められ子供たちの総勢28名が歌い踊っている。

## 概要
同曲はHIDEBOHが率いるパフォーマンスグループであるSUPER LiBLAZEと、全国オーディションで選ばれた小・中・高校生で構成されたダンス＆ボーカルのユニットのHAPPY☆BEATでの共演。ラップとメロディーの歌、タップダンスとHIPHOP、和太鼓と異種のコラボレーションの楽曲である。
同曲のタイアップイベント『「HEART BEAT」学校訪問プロジェクト』として、2012年6月にHIDEBOHの母校である世田谷区立太子堂小学校へ曲に出演したキャストが訪問し、同小学校の子供たちを対象としたダンスレッスンを開催した。
HAPPY☆BEATのメンバーとして、DISH//の北村匠海、超特急のユーキが出演している。北村は『みんなのうた』では「リスに恋した少年」以来4年ぶりの出演。